# Murray Spivack
Murray Spivack est un percussionniste et un ingénieur du son américain né le 6 septembre 1903 à Kiev (Ukraine, mais alors partie de l'Empire russe) et mort le 8 mai 1994 à Los Angeles (Californie).

## Biographie
Murray Spivack a combiné deux professions dans sa carrière, d'un côté percussionniste pour le théâtre et le cinéma, d'un autre côté ingénieur du son très inventif,.
Il commence à travailler à New York avec les orchestres de la NBC, de CBS et du Strand Theatre (en). En 1928, il est un des premiers percussionnistes à travailler avec Josiah Zuro (en), qui à cette époque synchronise des musiques avec des films muets. En 1929, Murray déménage à Hollywood, où il devient directeur du département son de RKO Pictures. C'est à cette époque qu'il travaille notamment sur la bande son de King Kong. Par la suite, il entre à 20th Century Fox, qu'il quitte après 17 ans pour travailler en indépendant.
En 1972, il prend sa retraite de l'industrie cinématographique, et reprend l'enseignement des percussions,.

## Filmographie (sélection)
- 1932 : Les Chasses du comte Zaroff (The Most Dangerous Game) d'Ernest B. Schoedsack et Irving Pichel
- 1933 : King Kong de Merian C. Cooper et Ernest B. Schoedsack
- 1933 : Carioca (Flying Down to Rio) de Thornton Freeland
- 1934 : La Joyeuse Divorcée (The Gay Divorcee) de Mark Sandrich
- 1934 : La Patrouille perdue (The Lost Patrol) de John Ford
- 1944 : Les Clés du royaume (The Keys of the Kingdom) de John M. Stahl
- 1944 : La Princesse et le Pirate (The Princess and the Pirate) de David Butler
- 1944 : Laura d'Otto Preminger
- 1945 : Le Lys de Brooklyn (A Tree Grows in Brooklyn) d'Elia Kazan
- 1946 : Anna et le Roi de Siam (Anna and the King of Siam) de John Cromwell
- 1953 : Les Rats du désert (The Desert Rats) de Robert Wise
- 1954 : Carmen Jones d'Otto Preminger
- 1954 : La Joyeuse Parade (There's No Business Like Show Business) de Walter Lang
- 1956 : Le Tour du monde en quatre-vingts jours (Around the World in 80 Days) de Michael Anderson
- 1957 : L'Adieu aux armes (A Farewell to Arms) de Charles Vidor
- 1960 : Alamo (The Alamo) de John Wayne
- 1960 : Spartacus de Stanley Kubrick
- 1961 : West Side Story de Robert Wise et Jerome Robbins
- 1963 : Cléopâtre (Cleopatra) de Joseph L. Mankiewicz
- 1964 : My Fair Lady de George Cukor
- 1965 : La Mélodie du bonheur (The Sound of Music) de Robert Wise
- 1966 : La Bible (The Bible: In the Beginning...) de John Huston
- 1966 : La Canonnière du Yang-Tse (The Sand Pebbles) de Robert Wise
- 1967 : L'Extravagant Docteur Dolittle (Doctor Dolittle) de Richard Fleischer
- 1969 : Hello, Dolly! de Gene Kelly
- 1970 : Tora ! Tora ! Tora ! de Richard Fleischer, Kinji Fukasaku et Toshio Masuda
- 1970 : Patton de Franklin J. Schaffner

## Distinctions
- Oscar du meilleur mixage de son

### Récompenses
- en 1970 pour Hello, Dolly!

### Nominations
- en 1971 pour Tora ! Tora ! Tora !